# Seznam televizijskih prenosov dirk Formule 1
LIST IS OUT OF DATE

To je Seznam televizijskih prenosov dirk Formule 1 in proizvajalcev televizijskega signala z dirk Formule 1. Formulo 1, najvišji razred dirkanja po stezah, kot jo označuje FIA, si je mogoče v živo ali v posnetku po televiziji ogledati skoraj v vsak državi na svetu.
Privablja veliko število gledalcev po svetu, po številu takoj za Svetovnim nogometnim prvenstvom in Olimpijskimi igrami. Veliko nagrada Brazilijo 2006 si je v televizijskem prenosu v živo ogledalo 83 milijonov gledalcev, skupaj pa kar 154 milijonov.
Uradni podatki, ki jih je izmeril FOM (Formula One Management), kažejo, da si imajo televizijski prenosi dirk poprečno 58 milijard ogledov na sezono.
Vse televizijske postaje dobijo tako imenovani Svetovni signal, ki ga oddaja FOM ali gostiteljska postaja. Ta je ena od televizijskih postaj v državi v kateri dirka poteka, na primer TF1 na Veliki nagradi Francije. Edina postaja, ki je izjema, je Premiere, nemška televizijska postaja, ki ponuja žive in interaktivne posnetke dirke skozi celo sezono, tudi Onboard  kanal.
V Sloveniji dirke formule 1 prenaša TV3 Medias.

### Proizvajalci svetovnega signala (za trenutno aktivne dirke)
| Velika nagrada                  | Tv postaja       |
| ------------------------------- | ---------------- |
| Velika nagrada Avstralije       | FOM              |
| Velika nagrada Bahrajna         | FOM              |
| Velika nagrada Belgije          | FOM              |
| Velika nagrada Brazilije        | FOM              |
| Velika nagrada Velike Britanije | FOM              |
| Velika nagrada Kanade           | FOM              |
| Velika nagrada Kitajske         | FOM              |
| Velika nagrada Francije         | FOM              |
| Velika nagrada Nemčije          | FOM              |
| Velika nagrada Madžarske        | FOM              |
| Velika nagrada Italije          | FOM              |
| Velika nagrada Japonske         | FOM              |
| Velika nagrada Malezije         | FOM              |
| Velika nagrada Monaka           | Télé Monte Carlo |
| Velika nagrada Singapurja       | FOM              |
| Velika nagrada Španije          | FOM              |
| Velika nagrada Turčije          | FOM              |
| Velika nagrada Abu Dabija       | FOM              |
| Velika nagrada ZDA              | FOM              |

Od sezone 2005 je Formula One Administration proizvajalec svetovnega signala za Velike nagrade Avstralije, Malezije, Bahrajna, Kanade, ZDA, Turčije in Kitajske.

### Nekdanji proizvajalci svetovnega signala (1990-2006)
Spodaj so navedeni proizvajalci svetovnega signala za dirke med letoma 1990 in 2006, ki niso več na koledarju dirk Formule 1, ali so jih zamenjali drugi proizvajalci signala. Proizvajalci signala za dirke, ki so na sporedu neprekinjeno od sezone 1990 (ali so se priključile kasneje), so navedene zgoraj med proizvajalci svetovnega signala za trenutno aktivne dirke.
| Velika nagrada                  | Dirkališče                   | Tv postaja                | Sezone                  |
| ------------------------------- | ---------------------------- | ------------------------- | ----------------------- |
| Velika nagrada Avstralije       | Adelaide Street Circuit      | Channel 10 / Nine Network | 1990 - 1995             |
| Velika nagrada Avstralije       | Albert Park, Melbourne       | Channel 10 / Nine Network | 1996 - 2004             |
| Velika nagrada Avstrije         | A1-Ring                      | ORF                       | 1997 - 2003             |
| Velika nagrada Velike Britanije | Silverstone Circuit          | BBC Sport                 | 1990 - 1996             |
| Velika nagrada Kanade           | Circuit Gilles Villeneuve    | TSN                       | 1990 - 2004             |
| Velika nagrada Evrope           | Donnington Park              | BBC Sport                 | 1993                    |
| Velika nagrada Evrope           | Jerez                        | Telecinco                 | 1990, 1994, 1997        |
| Velika nagrada Evrope           | Nurburgring                  | RTL Television / WIGE     | 1995, 1996, 1999 - 2006 |
| Velika nagrada Francije         | Paul Ricard                  | TF1                       | 1990                    |
| Velika nagrada Luksemburga      | Nurburgring                  | RTL Television / WIGE     | 1997 - 1998             |
| Velika nagrada Malezije         | Sepang International Circuit | 8TV                       | 1999 - 2004             |
| Velika nagrada Pacifika         | Tanaka International Circuit | Fuji Television           | 1994 - 1995             |
| Portuguese Grand Prix           | Estoril                      | RTP                       | 1990 - 1996             |
| Velika nagrada Južne Afrike     | Kyalami                      | DStv                      | 1992 - 1993             |
| Velika nagrada ZDA              | Indianapolis Motor Speedway  | Speed Channel             | 2000 - 2003             |
| Velika nagrada ZDA              | Phoenix                      | Neznan                    | 1990 - 1991             |

## Mednarodne TV postaje s pravicami prenosa za 2016
| Država                     | TV postaja         | Jezik                       |
| -------------------------- | ------------------ | --------------------------- |
| Albanija                   | Top Channel        | Albanščina                  |
| Argentina                  | Fox Sports         | Španščina                   |
| Armenija                   | Shant TV           | Armenščina                  |
| Avstralija                 | Network Ten        | Angleščina                  |
| Avstrija                   | ORF                | Nemščina                    |
| Belgija                    | Canvas             | Nizozemščina                |
| Belgija                    | RTBF La Deux       | Francoščina                 |
| Bolivija                   | Fox Sports         | Španščina                   |
| Brazilija                  | Rede Globo         | Portugalščina               |
| Brazilija                  | SporTV             | Portugalščina               |
| Bolgarija                  | BTV                | Bolgarščina                 |
| Kanada                     | RDS / TSN          | Francoščina / Angleščina    |
| Čile                       | Fox Sports         | Španščina                   |
| Ljudska republika Kitajska | CCTV-5 / SH-G      | Kitajščina                  |
| Hrvaška                    | Max GP             | Hrvaščina                   |
| Češka                      | TV Nova            | Češčina                     |
| Danska                     | TV2                | Danščina                    |
| Estonija                   | TV3                | Estonščina                  |
| Finska                     | MTV3 and MTV3 MAX  | Finščina                    |
| Francija                   | TF1                | Francoščina                 |
| Francija                   | Eurosport          | Francoščina                 |
| Nemčija                    | N-tv               | Nemščina                    |
| Nemčija                    | RTL Television     | Nemščina                    |
| Nemčija                    | Premiere           | Nemščina                    |
| Grčija                     | Alpha TV           | Grščina                     |
| Hong Kong                  | now TV-Star Sports | Kantonščina / Angleščina    |
| Madžarska                  | RTL Klub           | Madžarščina                 |
| Islandija                  | Sjónvarpið         | Islandščina                 |
| Indija                     | Star Sports        | Angleščina                  |
| Indonezija                 | Global TV          | Angleščina / Indonezijščina |
| Irska                      | Setanta Sports     | Angleščina                  |
| Izrael                     | Channel 5          | Hebrejščina                 |
| Italija                    | Rai Uno            | Italijanščina               |
| Japonska                   | Fuji Television    | Japonščina                  |
| Latvija                    | LNT                | Latvijščina                 |
| Litva                      | TV3, Tango TV      | Litovščina                  |
| Malezija                   | 8TV                | Angleščina                  |
| Malezija                   | ESPN Star Sports   | Kitajščina / Angleščina     |
| Mehika                     | TV Azteca          | Španščina                   |
| Nizozemska                 | RTL 7              | Nizozemščina                |
| Nova Zelandija             | SKY Sport 1        | Angleščina                  |
| Nova Zelandija             | TVNZ Digital       | Angleščina                  |
| Norveška                   | TV3                | Norveščina                  |
| Filipini                   | Star Sports        | Angleščina                  |
| Poljska                    | TV 4               | Poljščina                   |
| Portugalska                | Sport TV           | Portugalščina               |
| Katar                      | Al Jazeera         | Arabščina                   |
| Romunija                   | TVR                | Romunščina                  |
| Rusija                     | Ren-TV             | Ruščina                     |
| Srbija                     | B92                | Srbščina                    |
| Singapur                   | ESPN Star Sports   | Angleščina                  |
| Slovaška                   | STV                | Slovaščina                  |
| Slovenija                  | TV3 Medias         | Slovenščina                 |
| Južna Afrika               | DStv               | Angleščina                  |
| Španija                    | Telecinco          | Španščina                   |
| Španija                    | TV3                | Katalonščina                |
| Švedska                    | TV3                | Švedščina                   |
| Švica                      | SF 2               | Nemščina                    |
| Švica                      | TSR 2              | Francoščina                 |
| Švica                      | TSI 2              | Italijanščina               |
| Tajska                     | Star Sports        | Angleščina / Tajščina       |
| Turčija                    | CNN TÜRK           | Turščina                    |
| Ukrajina                   | Megasport          | Ukrajinščina / Ruščina      |
| Združeno kraljestvo        | BBC                | Angleščina                  |
| Združeno kraljestvo        | Setanta Sports     | Angleščina                  |
| Združeno kraljestvo        | Sky Sports F1      | Angleščina                  |
| ZDA                        | NBC SN             | Angleščina                  |
| ZDA                        | NBC                | Angleščina                  |
| ZDA                        | Univision          | Španščina                   |
| Venezuela                  | Televen            | Španščina                   |